# رود لوف
رود لوف هو سياسي كندي، ولد في 5 أغسطس 1953 بيوركتن في كندا، وتوفي في 26 أكتوبر 2014 بكالغاري في كندا بسبب سرطان البنكرياس. حزبياً، نشط في الرابطة التقدمية المحافظة في ألبرتا ‏.